# Titularbistum Zenobias
Zenobias (ital.: Zenobia) ist ein ehemaliges Bistum der römisch-katholischen Kirche und heute ein Titularbistum. Es gehörte der Kirchenprovinz Sergiopolis an.
Zenobias war eine antike Stadt in der römischen Provinz Syria Euphratensis bzw. Syria Coele am westlichen Ufer des Euphrat in Syrien.
| Titularbischöfe von Zenobias |                           |                                                   |                  |                   |
| Nr.                          | Name                      | Amt                                               | von              | bis               |
| 1                            | Domingo Hồ Ngọc Cẩn       | Koadjutorbischof von Bùi Chu (Vietnam)            | 11. März 1935    | 28. Februar 1948  |
| 2                            | Patrick James Skinner CIM | Weihbischof in Saint John’s, Neufundland (Kanada) | 24. Januar 1950  | 23. Januar 1951   |
| 3                            | Pietro Luigi Carretto SDB | Apostolischer Vikar von Rajatburi (Thailand)      | 12. April 1951   | 18. Dezember 1965 |
| 4                            | Andraos Abouna            | Weihbischof in Patriarchat von Babylon (Irak)     | 6. November 2002 | September 2004    |